# 錫布蘭特 (內布拉斯加州)
錫布蘭特（英語：Sybrant）是位於美國內布拉斯加州羅克縣的非建制地區。

## 歷史
錫布蘭特的郵局於1895年設立，其後於1932年停運。

## 地理
錫布蘭特所處的海拔為高於海平面743米（即2438英呎），而該地所採用的時區為UTC-6，即北美中部时区（CST）。同時該地設有夏令時間，為UTC-6調快一小時，即UTC-5（CDT）。